# Anna Branicka-Wolska
Anna Helena Józefa Maria Róża Branicka-Wolska, ps. AK „Późna” (ur. 27 listopada 1924 w Warszawie, zm. 13 maja 2023 tamże) – córka Adama Branickiego, właściciela pałacu w Wilanowie (opiekuna historycznych zbiorów sztuki), potomkini targowiczanina – hetmana Franciszka Ksawerego Branickiego, jedna z bohaterek książki nt. udziału kobiet w powstaniu warszawskim pt. Dziewczyny z powstania (rozdz. Anna, hrabianka w AK).

## Życiorys
Była drugą córką Adama Branickiego i Marii Beaty Antoniny Potockiej. 
Przed II wojną światową uczęszczała do Gimnazjum Żeńskiego Fundacji im. Wandy z Posseltów Szachtmajerowej. Mieszkała w prawym skrzydle pałacu w Wilanowie (skrzydło centralne zajmowało muzeum), którego właścicielem był jej ojciec. Po wybuchu II wojny światowej w pałacu rodzina zorganizowała szpital polowy, który Anna prowadziła z matką i siostrami. We wrześniu 1944 r. Braniccy zostali ewakuowani do Nieborowa, skąd 21 stycznia 1945 r. została wywieziona przez NKWD na Łubiankę, a następnie do obozu internowania w Krasnogorsku. We wrześniu 1947 została zwolniona i 12 października wróciła do Warszawy, ale jeszcze przez jakiś czas od powrotu była przetrzymywana przez Urząd Bezpieczeństwa Publicznego.
Po uwolnieniu podjęła trud adaptacji do nowych stosunków w Polsce Ludowej. Jej pochodzenie utrudniało integrację, była uznawana za „wroga ludu”. W 1948 podjęła pracę w Bibliotece Instytutu Badań Literackich. Studiowała socjologię początkowo na Uniwersytecie Jagiellońskim, następnie na Uniwersytecie Warszawskim. Studia ukończyła w 1954. 
Była ostatnią żyjącą przedstawicielką rodziny Branickich, noszącą rodowe nazwisko. 
Została pochowana w kaplicy w podziemiach kościoła św. Anny w Wilanowie.

## Życie prywatne
13 listopada 1954 roku wyszła za mąż za Tadeusza Wolskiego. 

## Publikacje
W 1990 roku wydała książkę Listy niewysłane (wznowienia: 1993, 2012) – wspomnienia spisane w czasie zesłania w formie listów do ukochanego (Janusz Radomysky, ps. „Cichy”), wywiezionego po powstaniu do obozu jenieckiego. Jej wspomnienia z okresu II RP, z lat wojny i okresu powojennego opublikowano również w zbiorze pt. Dziewczyny z powstania. Prawdziwe historie (2014). W styczniu 2016 r. ukazała się książka pt. Miałam szczęśliwe życie. Ostatnia z Branickich.

## Odznaczenia
- W 2009 odznaczona Krzyżem Oficerskim Orderu Odrodzenia Polski za wybitne zasługi dla niepodległości Rzeczypospolitej Polskiej, za działalność na rzecz środowisk kombatanckich[14]
- W 2010 odznaczona francuską Legią Honorową za uratowanie francuskiego oficera (Bernard de Roquefeuil) w czasie II wojny światowej[15][16]